# グーフィーのギャンブル
『グーフィーのギャンブル』または『一攫千金の夢』（いっかくせんきんのゆめ、原題：Get Rich Quick）は、ウォルト・ディズニー・プロダクション（現：ウォルト・ディズニー・カンパニー）が製作した1951年8月31日公開のアニメーション短編映画作品。グーフィーの短編映画シリーズの第33作目である。

## あらすじ
仕事帰りに儲けようとギャンブルを始めるグーフィーですが・・・。

## スタッフ
- 製作：ウォルト・ディズニー
- 監督：ジャック・キニー
- 作画：ジョン・シブレー、エド・アーダル、ジョージ・ニコラス、ヒュー・フレーザー
- 効果：ジャック・ボーイド
- 脚本：ミルト・シェーファー、ディック・キニー
- 美術：アル・ツインネン
- 背景：レイ・ハッフィン
- 音楽：ポール・J・スミス

## キャスト
| キャラクター | 原語版             | 旧吹き替え版 | 新吹き替え版 |
| ------------ | ------------------ | ------------ | ------------ |
| グーフィー   | ボブ・ジャックマン | 小山武宏     | 島香裕       |
| 妻           | ヘレン・パリッシュ |              |              |
| ナレーション | ジャック・ルーク   | 江原正士     | 大平透       |